# 甲府盆地中西部の温泉
甲府盆地中西部の温泉（こうふぼんちちゅうせいぶのおんせん）は、山梨県甲府市、甲斐市、昭和町に跨って点在する温泉群。モール泉の湧出地として全国的に有名。「昭和温泉」などと言われることもある。

## 概要
戦後における石和温泉での温泉リゾート地開発の成功から、甲府盆地中西部でも温泉が湧くのではないかと噂されていた。
1980年（昭和55年）に甲府昭和インターチェンジの開設および、甲府バイパスの建設から、電車で誘致する石和温泉に対抗し、自家用車で誘致しようと甲府昭和インター3キロ周辺に温泉付きのビジネスホテルが複数建設される。
開発された経緯等から、ビジネスホテルと日帰り入浴施設が甲府市、甲斐市、昭和町に点在しており、また一部は住宅地に位置するものもある。歴史のある温泉地や、リゾート温泉と言われるものは皆無。また、いわゆる「温泉旅館」が無いため観光温泉とは言い難い一方で、中伊豆白岩温泉と同等にB級的な日帰り浴場や温泉銭湯も多く、かけ流しを多くしている施設も多いことからマニアの間では有名である。
「神の湯温泉」以外はすべてモール泉である。茶色褐色、黄色褐色などの色を呈しており、金属土類の金気臭が特徴的ある。各施設での自家源泉のため湧出量も豊富かつ入浴に適した温度のため無加温、無循環なのが特徴。

## 泉質
- ナトリウム - 炭酸水素泉・塩化物温泉（低張性弱アルカリ性高温泉）
- ナトリウム・カルシウム - 塩化物・硫酸塩泉（低張性弱アルカリ性高温泉）
- 単純温泉（低張性弱アルカリ性高温泉）

PH値平均8.00
源泉数 :
源泉温度 : 平均40.8℃
湧出量 : 毎分リットル
平成25年以降、一部温泉の湧出量が減少している。例として玉川温泉は20年で4分の1となっている。

### 源泉一覧
甲府市に位置するものは甲府温泉からの通し源泉台帳番号となっているが、ここでは甲府駅から南部に離れた郊外から、甲府盆地中西部についてのみ抜粋する。ほとんどで茶褐色、淡黄色の色を呈しており、金気臭がする。
| 源泉名                           | 泉温  | 湧出量   | 泉質                                           | 深度   | 所在地                    | 備考                                                                                          |
| -------------------------------- | ----- | -------- | ---------------------------------------------- | ------ | ------------------------- | --------------------------------------------------------------------------------------------- |
| 甲府17号（山城温泉）             | 31.8℃ | 毎分504L | 単純温泉（モール泉）                           | 750m   | 甲府市下鍛冶屋町第51番地  | 淡黄色褐色。「ホテル山城温泉」自家源泉                                                        |
| 甲府20号（遊亀温泉）             | 25.5℃ | 毎分78L  | 単純温泉（モール泉）                           | 160m   | 甲府市太田町11-5          | 微黄色透明。「遊亀温泉」自家源泉                                                              |
| 甲府22号（湯王温泉）             | 34.9℃ | 毎分400L | 単純温泉（モール泉）                           | 480m   | 甲府市住吉5-10-18         | 微褐色透明。「ホテル湯王温泉」自家源泉。                                                      |
| 甲府85号（信玄温泉）             | 43.7℃ | 毎分406L | 単純温泉（モール泉）                           | 990m   | 甲府市国母8-1-1           | 微黄色透明。「ホテル信玄温泉」自家源泉。                                                      |
| 甲府89号（北耕地温泉）           | 47.4℃ | 毎分440L | ナトリウム－炭酸水素塩・塩化物温泉（モール泉） | 990m   | 甲府市大里町１４９０−３   | 茶色褐色。スポーツジム「ウェル21」自家源泉。                                                  |
| 甲府95号泉（黄金温泉）※廃業廃止  | 46.0℃ | 毎分384L | ナトリウム－炭酸水素塩・塩化物温泉（モール泉） | 950m   | 甲府市上小河原町1244-1    | 微黄色透明。「黄金温泉」自家源泉。                                                            |
| 甲府96号泉（住吉温泉1号）        | 23.5℃ | 毎分360L | 温泉法の基準を満たす冷鉱泉（モール泉）         | 480m   | 甲府市住吉５丁目21-1      | 微黄色透明。「デイサービスすみよし」自家源泉                                                  |
| 甲府99号泉（大滝温泉）           | 48.0℃ | 毎分200L | ナトリウム－炭酸水素塩・塩化物温泉（モール泉） | 1000m  | 甲府市大里町4144-4        | 微黄色透明。「SPAサンロード」自家源泉。                                                       |
| 甲府100号泉（住吉温泉2号）       | 44.8℃ | 毎分250L | 単純温泉（モール泉）                           | 980m   | 甲府市住吉５丁目21-1      | 茶色褐色。「デイサービスすみよし」自家源泉                                                    |
| 甲府104号（トータス温泉）        | 58.1℃ | 毎分199L | ナトリウム－炭酸水素塩・塩化物温泉（モール泉） | 900m   | 甲府市上小河原町1244-1    | 微黄色透明。「トータス温泉」自家源泉                                                          |
| 甲府106号（国母温泉）            | 43.5℃ | 毎分200L | アルカリ性単純温泉（モール泉）                 | 900m   | 甲府市国母1丁目913-1      | 淡緑色微黄色透明。「国母温泉」自家源泉                                                        |
| 甲斐1号泉（釜無川温泉）          | 35.2℃ | 毎分250L | ナトリウム－炭酸水素塩・塩化物温泉（モール泉） | 1000m  | 甲斐市西八幡御林尻4259-11 | 微黄色透明。「甲斐市釜無川レクリエーションセンター」自家源泉。                                |
| 甲斐2号泉（了庵温泉）            | 39.8℃ | 毎分350L | ナトリウム－炭酸水素塩・塩化物温泉（モール泉） | 1000m  | 甲斐市万才６８６−２       | 微黄色透明。「了庵」自家源泉。                                                                |
| 甲斐3号泉（中央ベニヤ 竜王温泉） | 38.2℃ | 毎分130L | ナトリウム－炭酸水素塩泉（モール泉）           | 900m   | 甲斐市富竹新田1300-1      | 茶褐色。「ラドン健康パレス」自家源泉。                                                        |
| 甲斐4号泉（竜王リハビリ温泉）    | 40.8℃ | 毎分250L | ナトリウム－炭酸水素塩泉（モール泉）           | 1050m  | 甲斐市万才287-6           | 茶褐色。「竜王リハビリテーション病院」自家源泉。                                              |
| 甲斐5号泉（赤坂台温泉）          | 38.4℃ | 毎分235L | ナトリウム－塩化物温泉（モール泉）             | 1050m  | 甲斐市竜王新町2150        | 茶褐色。「赤坂台病院」自家源泉。                                                              |
| 甲斐6号泉（玉川温泉）            | 40.8℃ | 毎分108L | ナトリウム－炭酸水素塩・塩化物温泉（モール泉） | 1030ｍ | 甲斐市玉川1038-1          | 「玉川温泉」自家源泉。湧出量は平成24年時。平成4年時452L、平成14年時218Lであった。             |
| 甲斐7号泉（山口温泉）            | 36.6℃ | 毎分445L | ナトリウム－炭酸水素塩・塩化物温泉（モール泉） | 920ｍ  | 甲斐市篠原477             | 「山口温泉」自家源泉。湧出量は平成23年時660Lであったが泉温低下のため令和4年445Lとなっている。 |
| 甲斐8号泉（名取温泉）※廃業廃止   | 40.5℃ | 毎分520L | ナトリウム－炭酸水素塩・塩化物温泉（モール泉） | 980ｍ  | 甲斐市名取３２４−１       | 「名取温泉」自家源泉。                                                                        |
| 甲斐9号泉（LM甲府温泉）          | 43.7℃ | 毎分430L | ナトリウム－塩化物･炭酸水素塩泉（モール泉）    | 960m   | 甲斐市富竹新田1536-1      | 茶褐色。「リブマックスリゾート甲府」自家源泉。                                                |
| 甲斐11号泉（神明温泉）           | 36.2℃ | 毎分183L | ナトリウム－塩化物温泉                         | 1050m  | 甲斐市島上条3123番        | 「神明温泉 志麻の湯」自家源泉。                                                               |
| 甲斐11号泉（長塚温泉）           | 37.5℃ | 毎分126L | アルカリ性単純温泉（モール泉）                 | 1000m  | 甲斐市長塚237             | 緑淡色。「プロシード甲府」自家源泉。                                                          |
| 甲斐14号泉（百楽温泉）           | 32.1℃ | 毎分580L | アルカリ性単純温泉                             | 1000m  | 甲斐市宇津谷1715          | 微黄褐色。「市民温泉百楽泉」自家源泉。                                                        |
| 甲斐15号泉（神の湯温泉）         | 31.4℃ | 毎分503L | ナトリウム－塩化物温泉                         | 780m   | 甲斐市龍地17              | 「ホテル神の湯」自家源泉。平成22年時は44.5℃であった、                                         |
| 甲斐17号泉（ゆめみの温泉）       | 41.7℃ | 毎分155L | ナトリウム－塩化物温泉                         | 1500m  | 甲斐市下今井2353          | 「ゆめみの丘」自家源泉。                                                                      |
| 甲斐18号泉（恵信梨北温泉）       | ℃     | 毎分L    | 単純温泉                                       | 1500m  | 甲斐市岩森1111            | 「恵信梨北リハビリテーション病院」自家源泉。                                                  |
| 昭和3号泉（カアナパリ）          | 45.1℃ | 毎分166L | 単純温泉（モール泉）                           | 1050m  | 昭和町3682-1              | 淡黄色透明。「ホテル昭和」自家源泉。                                                          |
| 昭和4号泉（桜湯）                | 43.6℃ | 毎分190L | 単純温泉（モール泉）                           | 1000m  | 昭和町西条山宮地251       | 淡黄色透明。「桜湯」自家源泉。                                                                |
| 昭和5号泉（深沢温泉）            | 46.4℃ | 毎分310L | ナトリウム－炭酸水素塩・塩化物温泉（モール泉） | 920m   | 昭和町1961-11             | 淡黄色透明。「深沢温泉」自家源泉。                                                            |
| 昭和7号泉（甲府昭和温泉）        | 46.7℃ | 毎分360L | ナトリウム－炭酸水素塩・塩化物温泉（モール泉） | 1000m  | 昭和町押越2223            | 茶色褐色。「甲府昭和ビジネスホテル」自家源泉。                                                |

## 施設
宿泊施設は、甲府昭和インターの西側の2施設、東側に2施設ある。

### 日帰り入浴施設（除く共同浴場）
- ラドン健康パレス：1100円（日帰りに特化した専用食事付プランや、休憩室等もある）
- リブマックスリゾート甲府：1100円（日帰りに特化した専用食事付プランや、休憩室等もある）
- SPAサンロード：770円
- 玉川温泉：500円
- トータス温泉：500円[1]
- 新遊亀温泉：430円
- 山口温泉：600円
- 国母温泉：400円
- 桜湯（旧　国母駅前温泉健康ハウス）：500円
- フカサワ温泉：470円
- 甲府昭和温泉ビジネスホテル：500円
- ホテル1.2.3信玄温泉：500円

## 周辺名所
- 昇仙峡：車で約30分
- 武田神社：車で約20分
- 甲斐善光寺：車で約25分
- 山梨県立美術館：車で約25分

## 歴史
- 1980年（昭和55年）3月26日：韮崎方面開通。
- 1982年（昭和57年）11月10日：高井戸方面開通により、全面供用。
- 1982年（昭和54年）9月：神の湯温泉が温泉掘削に成功。
- 1985年（昭和57年）1月：信玄温泉が温泉掘削に成功。
- 1987年（昭和59年）6月：山口温泉が温泉掘削に成功し翌年から日帰り入浴施設を開設。
- 1990年（平成2年）4月：フカサワ温泉が温泉掘削に成功し同年から日帰り入浴施設を開設。

## 交通
- 道路：中央自動車道 甲府昭和インターチェンジから約1分から10分。